# Héritage (album de Dadju et Tayc)
Pour les articles homonymes, voir Héritage.
Albums par Dadju
Cullinan
(2022)
Albums par Tayc
Fleur froide
(2020)
Singles
1. Makila : Wablé[1]
Sortie : 15 novembre 2023
2. I Love You[2]
Sortie : 8 décembre 2023
3. Apprends-moi !
Sortie : 16 février 2024
4. La vie d'un..
Sortie : 16 avril 2024
5. Longue vie
Sortie : 2 mai 2024
6. Le contrat
Sortie : 27 juillet 2024

Héritage est un album studio en commun des chanteurs Dadju et Tayc sorti le 16 février 2024.
Une réédition de l'album commun est sortie le 21 février 2025 sous le titre Héritage : Dernière empreinte.

## Liste des pistes
| Héritage | Héritage                     | Héritage                                 | Héritage                                        | Héritage | Héritage | Héritage | Héritage | Héritage | Héritage |
| No       | Titre                        | Auteur                                   | Compositeur(s)                                  | Durée    |          |          |          |          |          |
| -------- | ---------------------------- | ---------------------------------------- | ----------------------------------------------- | -------- | -------- | -------- | -------- | -------- | -------- |
| 1.       | Une semaine pour oublier...  | Dadju, Tayc, Dinos                       | BlackDoe, Nyadjiko                              | 3:22     |          |          |          |          |          |
| 2.       | Apprends-moi !               | Dadju, Tayc, Ronisia                     | Nyadjiko, BlackDoe, Yannick Péraste             | 4:01     |          |          |          |          |          |
| 3.       | Makila : Wablé               | Dadju, Tayc                              | Nyadjiko, BlackDoe                              | 3:45     |          |          |          |          |          |
| 4.       | I Love You                   | Dadju, Tayc, Gims                        | Nyadjiko, Yannick Péraste, Behi                 | 3:57     |          |          |          |          |          |
| 5.       | TOUT essayer ?               | Dadju, Tayc, Rsko                        | Nyadjiko, BlackDoe, Ny Kajy                     | 3:33     |          |          |          |          |          |
| 6.       | SOLD OUT !                   | Dadju, Tayc, Monsieur Nov, Damso, Josman | BlackDoe, Behi, Ny Kajy                         | 4:03     |          |          |          |          |          |
| 7.       | Option                       | Dadju, Tayc                              | Nyadjiko, Alexandre Marley                      | 4:08     |          |          |          |          |          |
| 8.       | Victoria Secret              | Dadju, Tayc, Yamê,                       | Nyadjiko, BlackDoe                              | 4:17     |          |          |          |          |          |
| 9.       | Épouse-moi                   | Dadju, Tayc, Fally Ipupa                 | Seysey, BlackDoe, Yannick Péraste, Tudor Monroe | 4:20     |          |          |          |          |          |
| 10.      | Le contrat                   | Dadju, Tayc, Singuila                    | P2J, BlackDoe                                   | 3:51     |          |          |          |          |          |
| 11.      | LOOSE                        | Dadju, Tayc                              | Yannick Péraste, BlackDoe                       | 3:42     |          |          |          |          |          |
| 12.      | One Piece                    | Dadju, Tayc, Jungeli                     | Seysey, Behi                                    | 4:10     |          |          |          |          |          |
| 13.      | Bocca & Cuba Libre           | Dadju, Tayc, Oxmo Puccino                | BlackDoe, Nyadjiko, Yannick Péraste             | 7:05     |          |          |          |          |          |
| 14.      | La vie d'un... ⧸ Ma préférée | Dadju, Tayc                              | Nyadjiko                                        | 4:46     |          |          |          |          |          |
| 15.      | Avant l'hiver                | Dadju, Tayc, Tuerie, Sofiane Pamart      | Seysey, BlackDoe, Yannick Péraste               | 4:29     |          |          |          |          |          |
| 16.      | Je n'ai que toi              | Dadju, Tayc                              | BlackDoe, Ny Kajy, Fabio                        | 4:27     |          |          |          |          |          |
| 67:56    |                              |                                          |                                                 |          |          |          |          |          |          |

| Héritage : Dernière empreinte | Héritage : Dernière empreinte                                                   | Héritage : Dernière empreinte                                            | Héritage : Dernière empreinte       | Héritage : Dernière empreinte | Héritage : Dernière empreinte | Héritage : Dernière empreinte | Héritage : Dernière empreinte | Héritage : Dernière empreinte | Héritage : Dernière empreinte |
| No                            | Titre                                                                           | Auteur                                                                   | Compositeur(s)                      | Durée                         |                               |                               |                               |                               |                               |
| ----------------------------- | ------------------------------------------------------------------------------- | ------------------------------------------------------------------------ | ----------------------------------- | ----------------------------- | ----------------------------- | ----------------------------- | ----------------------------- | ----------------------------- | ----------------------------- |
| 1.                            | Tellement belle                                                                 | Dadju, Tayc                                                              | Nyadjiko                            | 3:55                          |                               |                               |                               |                               |                               |
| 2.                            | J’ai zayé (feat. Rsko)                                                          | Dadju, Tayc, Rsko                                                        | BlackDoe, Nyadjiko, Ny Kajy         | 3:19                          |                               |                               |                               |                               |                               |
| 3.                            | Teach Me (feat. Ronisia)                                                        | Dadju, Tayc, Ronisia                                                     | BlackDoe, Nyadjiko, Yannick Péraste | 3:10                          |                               |                               |                               |                               |                               |
| 4.                            | Après minuit (feat. Josman & Monsieur Nov)                                      | Dadju, Tayc, Josman, Monsieur Nov                                        | Ny Kajy, BlackDoe                   | 3:04                          |                               |                               |                               |                               |                               |
| 5.                            | Honey Honey (feat. Warren Saada, Lisandro Cuxi, Joé Dwèt Filé, RnBoi, Singuila) | Dadju, Tayc, Warren Saada, Lisandro Cuxi, Joé Dwèt Filé, RnBoi, Singuila | Nyadjiko                            | 3:59                          |                               |                               |                               |                               |                               |
| 6.                            | Pourquoi                                                                        | Dadju, Tayc                                                              | Nyadjiko, Boom, Yannick Péraste     | 3:06                          |                               |                               |                               |                               |                               |
| 7.                            | Longue vie                                                                      | Dadju, Tayc                                                              | Nyadjiko                            | 2:00                          |                               |                               |                               |                               |                               |
| 22:33                         |                                                                                 |                                                                          |                                     |                               |                               |                               |                               |                               |                               |

## Clips vidéo
- I Love You : 11 février 2024
- La vie d'un...  : 16 avril 2024
- Longue vie : 2 mai 2024
- Le contrat : 27 juillet 2024

## Titres certifiés en France
- I Love You  Diamant[5]
- Makila : Wablé  Or[6]
- La vie d'un... ⧸ Ma préférée Or

## Accueil commercial
L'album s'écoule à 21 606 exemplaires en 3 jours et à 29 096 exemplaires en une semaine.

## Certifications et classements

### Classements
| Classement (2024)            | Meilleure position |
| ---------------------------- | ------------------ |
| Belgique (Flandre Ultratop)  | 171                |
| Belgique (Wallonie Ultratop) | 2                  |
| France (SNEP)                | 1                  |
| Suisse (Schweizer Hitparade) | 6                  |
| Suisse (Charts Romandie)     | 27                 |

### Certifications et ventes
| Région        | Certification | Ventes/Streams |
| ------------- | ------------- | -------------- |
| France (SNEP) | Platine       | 100 000        |